# 康曼 (美國外交官)
康曼（直译：「卡蜜兒·普維斯·道森」），美國外交官、阿肯色州人，2021年起就任美國國務院亞太局公共事務副助理國務卿，此前則經歷美國駐華大使館、美國駐上海總領事館及美國駐新加坡大使館等多個駐外館處的勤務，具有長期替美國國務院設計及執行外交策略、公共參與策略及通訊策略的經驗，並可通華語，尚修習過日語、他加祿語、法語和西班牙語等語言。

## 經歷
康曼出生於阿肯色州費耶特維爾，擁有德州大學榮譽學士及哥倫比亞大學國際關係碩士學位，曾短暫於美國總統比爾·柯林頓任內的白宮實習。進入美國國務院後，她於美國駐菲律賓大使館擔任領事官及政治官（2000年—2002年），後改調美國駐華大使館擔任二等秘書及副發言人（2003年—2005年）。2005年任期結束時，她申請延長駐華期限，接受為期一年的密集華語訓練，轉任駐華大使館助理文化事務官（2005年—2009年）。2009年—2013年間，她前往美國駐上海總領事館擔任外聯處處長（Outreach Unit Chief），離華後則於2013年—2016年間轉任美國駐南非約翰尼斯堡總領事館非洲區域媒體樞紐主任，2016年—2019年間，則就任美國駐新加坡大使館新聞文化參事，任內並曾代理使館副館長職務達一年。
2019年，康曼返美回鍋國務院，擔任亞太局公共外交處處長，至2021年止，同年內曾赴喬治·華盛頓大學暫任公共外交研究員及指導教授。2021年9月7日，她就任亞太局公共事務、公共外交、區域及安全政策副助卿。

## 個人生活
康曼的娘家姓為普維斯（Purvis），於2006年5月結婚。其丈夫鄧偉德（Wade Dawson）亦是在華工作的阿肯色州人，曾參與奧茂財富顧問公司的華北地區業務經營。夫妻倆的第一個孩子在2007年誕生於北京和睦家醫院。